# Homodes erizesta
Homodes erizesta là một loài bướm đêm trong họ Noctuidae.